# Бетафу (окръг)
Бетафо е окръг в Мадагаскар, в регион Вакинанкаратра. Населението на окръга през 2001 година е 339 870 души. Площта му е 8994 km². Административен център е град Бетафо.

## Административно деление
Окръгът се състои от 18 общини (каоминини):
- Алакамиси Анативату
- Аларубия Бемаха
- Амбатуникунилахи
- Амбухиманамбула
- Амбухимасина
- Анджанумафана
- Анджома Рамартина
- Анджембесоа
- Анказомириотра
- Анцуцу
- Бетафо
- Инанантона
- Мандото
- Мандрицара
- Махаиза
- Соавина
- Тритрива
- Фидирана